# قودشانس

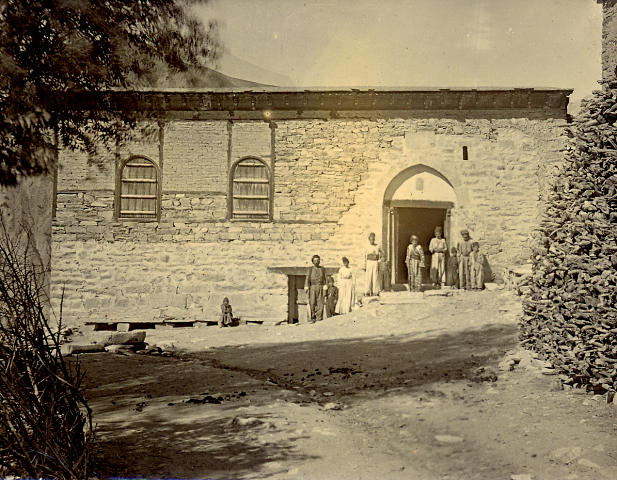
Residence of the Assyrian Patriarch in Qudshanis.

قوچانس (به سریانی:ܩܘܕܫܐܢܣ ) روستایی در منطقه حکاری است که در گذشته تختگاه مطران های کلیسای شرق بوده. این روستا در منتهی‌الیه جنوب شرقی کشور ترکیه در نزدیکی مرز ایران و عراق و در فاصله 20 کیلومتری مرکز استان حکاری واقع شده است.این روستا از قرن 17 میلادی تا سال 1915 که آشوریان منطقه قتل عام شدند مرکز مطران های کلیسای شرق بود.